# Лабаррер (коммуна)
Лабарре́р (фр. Labarrère) — коммуна во Франции, находится в регионе Юг — Пиренеи. Департамент — Жер. Входит в состав кантона Монреаль. Округ коммуны — Кондом.
Код INSEE коммуны — 32168.

## География

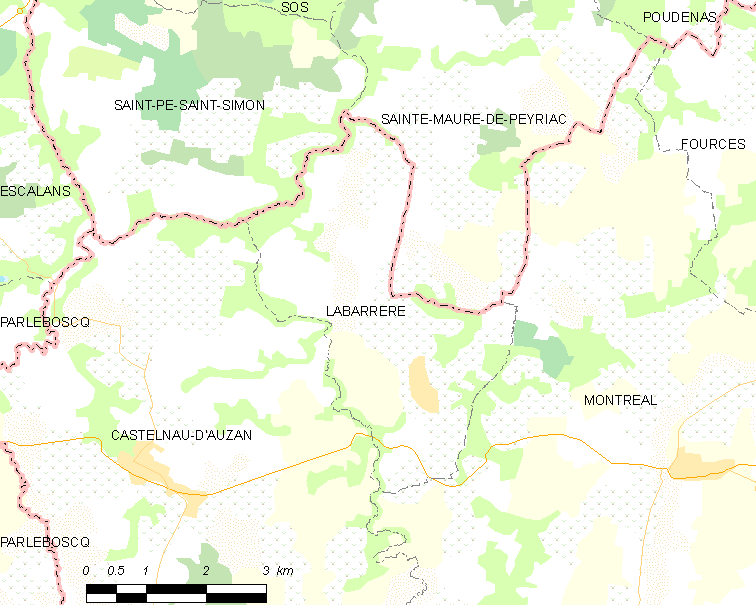
Карта коммуны

Коммуна расположена приблизительно в 570 км к югу от Парижа, в 115 км западнее Тулузы, в 50 км к северо-западу от Оша.
На северо-западе коммуны протекает река Желиз.

## Климат
Климат умеренно-океанический. Лето жаркое и немного дождливое, температура часто превышает 35 °С. Зимой часто бывает отрицательная температура и ночные заморозки. Годовое количество осадков — 700—900 мм.

## Население
Население коммуны на 2010 год составляло 216 человек.
| 1962 | 1968 | 1975 | 1982 | 1990 | 1999 | 2010 |
| ---- | ---- | ---- | ---- | ---- | ---- | ---- |
| 348  | 323  | 279  | 251  | 249  | 250  | 216  |

## Администрация
| Период | Период | Фамилия        | Партия | Примечания |
| ------ | ------ | -------------- | ------ | ---------- |
| 2001   | 2008   | Пьер Дрюйе     |        |            |
| 2008   | 2014   | Пьер Дуба      |        |            |
| 2014   | 2020   | Патрик Батмаль |        |            |

## Экономика
В 2010 году среди 121 человека трудоспособного возраста (15-64 лет) 70 были экономически активными, 51 — неактивными (показатель активности — 57,9 %, в 1999 году было 71,8 %). Из 70 активных жителей работали 61 человек (33 мужчины и 28 женщин), безработных было 9 (5 мужчин и 4 женщины). Среди 51 неактивных 11 человек были учениками или студентами, 25 — пенсионерами, 15 были неактивными по другим причинам.